# Rhynchoconger trewavasae
Rhynchoconger trewavasae è un pesce osseo marino della famiglia Congridae.

## Distribuzione e habitat
Questa specie è endemica del mar Rosso; un esemplare, in seguito alla migrazione lessepsiana, è stato pescato nel 1993 nel mar Mediterraneo, lungo le coste israeliane.
È un animale bentonico che vive su fondali sabbiosi o fangosi a profondità, nel mar Rosso, di 100-500 metri. L'unico esemplare mediterraneo è stato catturato a 50 metri.

## Descrizione
Ha un aspetto abbastanza simile a quello del grongo mediterraneo ed europeo da cui si differenzia soprattutto per la mascella superiore allungata a formare un muso. La pinna dorsale è inserita all'altezza della pinne pettorali, la pinna anale a circa un terzo della lunghezza del corpo. Entrambe queste pinne, come nella maggioranza degli Anguilliformes, sono unite con la pinna caudale a formare una pinna pari continua. Le pinne ventrali sono assenti. I denti sono vistosi, con punta ottusa, e sporgono dalla bocca chiusa.
Il colore è grigiastro con un bordo scuro sulle pinne pari.
Misura mediamente 40-50 cm, la taglia massima è di 58 cm.

## Biologia
È solito spostarsi nuotando a zig-zag nei pressi del fondale. Per il resto la sua biologia è completamente ignota.

## Pesca
Questa specie non riveste nessuna importanza per la pesca o per il consumo umano. Viene comunque talvolta catturata con le nasse o con le reti da posta.